# Efflatouniella mendicula
Efflatouniella mendicula är en tvåvingeart som beskrevs av Friedrich Hermann Loew 1871. Efflatouniella mendicula ingår i släktet Efflatouniella och familjen stilettflugor. Inga underarter finns listade i Catalogue of Life.